# Inundační most v Kuksu
Inundační most přes zátopové území u řeky Labe stojí v katastrálním území Kuks v okrese Trutnov a je propojen se schodištěm špitální terasy. V roce 2002 byla kulturní památka inundační most nařízením vlády č. 336/2002 Sb. prohlášena národní kulturní památkou České republiky.

## Historie
Pozdně barokní kamenný most byl postaven koncem 18. století (dle zdroje byl postaven v roce 1775). V období 2011–2015 v rámci projektu Kuks – Granátové jablko (obnova areálu Kuks) byl inundační most opraven firmou EUROVIA.CS. V roce 2019 získal ocenění Mostní dílo roku od Ministerstva dopravy České republiky.

## Popis
Inundační most je postaven z pískovcových kvádrů. Čtyři stlačené valené klenby se opírají o zděné pilíře nestejného tvaru. Rozpětí jednotlivých oblouků se pohybuje od 8,2 do 9,6 m. Jižní část mostu je spojená náspem s nábřežím a se schodištěm špitální cesty. První a třetí (od jihu) mostní pilíř mají půlválcová čela ukončena kužely. Druhý pilíř má klínová čela a na východní straně sokl pro sochu Krista. Čtvrtý pilíř má lichoběžníkový půdorys a je společný pro železný most přes řeku Labe.
Při rekonstrukci v padesátých letech 20. století byla na most položena železobetonová deska tlustá 300 mm na zásyp. Při rekonstrukci v roce 2015 byla vložena nová nosná konstrukce tak, aby veškerá nahodilá zatížení byla přenášena přímo do podpor. Nová železobetonová deska se zabetonovanými ocelovými nosníky byla uložena na nové betonové prahy na pilíře. Mezi deskou a klenbou mostu je dilatační mezera o tloušťce minimálně 30 mm. Vozovku tvoří kamenná dlažba v cementobetonové vrstvě.